# Vorvaňovec zobatý
Vorvaňovec zobatý (Ziphius cavirostris) je kytovec z čeledi vorvaňovcovitých, jediný zástupce rodu Ziphius. Jedná se o robustního savce dosahujícího délky kolem 7 metrů a váhy kolem 2–3 tun. Má kosmopolitní rozšíření ve všech oceánech včetně relativně uzavřených moří, jako jsou Karibské či Ochotské. Je to jediný zástupce vorvaňovcovitých, který se pravidelně vyskytuje ve Středozemním moři. Většina těla je břidlicově šedá až hnědá, po celém těle se většinou nachází světle zbarvené jizvy. Hřbetní ploutev je umístěna v zadní části hřbetu, ocasní ploutev je poměrně malá, stejně jako hrudní ploutve. Z hlavy vyčnívá relativně krátký rypec (tzv. zobák), který dal vorvaňovcovi druhové jméno. U samců z dolní čelisti vyrůstají dva zuby.
Jedná se o výborného potápěče. Drží rekord v hloubce i délce ponoru mezi všemi savci, a to s ověřenou hodnotou 2992 metrů a dobou (jiného) ponoru 3 hodiny a 42 minut. Aby se vorvaňovec dokázal potopit tak hluboko a na tak dlouhou dobu, vyvinula se u něj řada metabolických i behaviorálních adaptací. Živí se hlavně hlubinnými hlavonožci, částečně i rybami a korýši. Hlavní ohrožení druhu představuje interakce se sonary středních frekvencí (typy sonarů námořnictev, které slouží k hledání ponorek), která u vorvaňovců způsobuje dekompresní nemoc a hromadná uvíznutí na mělčině. Mezinárodní svaz ochrany přírody (IUCN) odhaduje, že celkový počet vorvaňovců zobatých dalece přesahuje 100 tisíc jedinců. Jedná se o nejrozšířenějšího a nejčastěji pozorovaného vorvaňovce. IUCN jej považuje za málo dotčený taxon.

## Systematika
Druh poprvé popsal francouzský přírodovědec Georges Cuvier v roce 1823. Cuvier druh popsal na základě částečně zachovalé lebky vyplavené na pláži ve středomořské francouzské obci Fos-sur-Mer v roce 1804. Vzhledem k extrémně tvrdé kosti rypce (tzv. zobáku) Cuvier mylně usoudil, že se jedná o zkamenělinu, a druh tedy popsal jako fosilní. V roce 1850 však francouzský paleontolog Paul Gervais rozpoznal, že tato lebka je identická s lebkou nedávno vyplaveného kytovce. Po přezkoumání nálezu tak bylo v roce 1872 zjištěno, že se jedná o recentní druh.
Rodový název druhu pochází z řeckého ziphia (v překladu „ve tvaru šavle“) a druhové jméno cavirostris pochází z latiny a dalo by se přeložit jako „duté rostrum“, což souvisí s prohloubeninou na lebce. K českým názvům patří delfín Cuvierův nebo vorvaňovec Cuvierův.
Vorvaňovec zobatý je jediným zástupcem rodu Ziphius.

## Areál rozšíření a populace
Jedná se o kytovce s kosmopolitním rozšířením napříč všemi oceány včetně tropických a polárních oblastí. Vorvaňovci zobatí obývají i relativně uzavřené oblasti jako je Mexický či Kalifornský záliv, nebo Karibské, Ochotské, Japonské a Středozemní moře. Ve Středomoří se jedná o jediného regulérně se vyskytujícího zástupce vorvaňovcovitých. Pravidelně se vyskytuje i v Jaderském moři včetně chorvatských vod. Středomořská populace je geneticky odlišná od ostatních populací.
Vorvaňovci zobatí se nevyskytují v mělkých mořích a v extrémních zeměpisných šířkách polárních oblastí. Protože dávají přednost hlubokým vodám, u pobřeží se vyskytují zřídka, a zůstávají v hlubokých oceánských vodách (přes 200 m) v blízkosti nebo nad kontinentálními svahy.
Celkovou velikost populace je složité určit hned z několika důvodů: vorvaňovci zobatí mají extrémně rozsáhlé rozšíření, v oblastech s výskytem jiných druhů vorvaňovců bývá problematické tyto druhy od sebe odlišit, pravidelně se potápí do extrémně hlubokých vod na velmi dlouhou dobu, a konečně tělesná velikost vorvaňovců zobatých je poměrně malá, takže není snadné je spatřit ani v době, kdy jsou při hladině. Z místních sčítání se dá nicméně konstatovat, že vorvaňovec zobatý je nejrozšířenější zástupce vorvaňovcovitých s globální populací dalece překračující 100 tisíc jedinců. Podle studie mitochondriální DNA dochází u populací z jednotlivých oceánských pánví jen k minimálnímu mísení. To společně s jedinci pozorovanými na stejných místech pravidelně po mnoho let napovídá, že se jedná o usedlé, nemigrující živočichy. Malé sociální skupinky spolu zůstávají často celé roky (platí zejména o skupinkách tvořených samci). Mezi jednotlivými populacemi existuje řada regionálních rozdílů jako jsou místně proměnné vzory pigmentace kůže. Vzhledem k relativní početnosti celosvětové populace je vorvaňovec zobatý prozatím veden jako málo dotčený druh.

## Popis

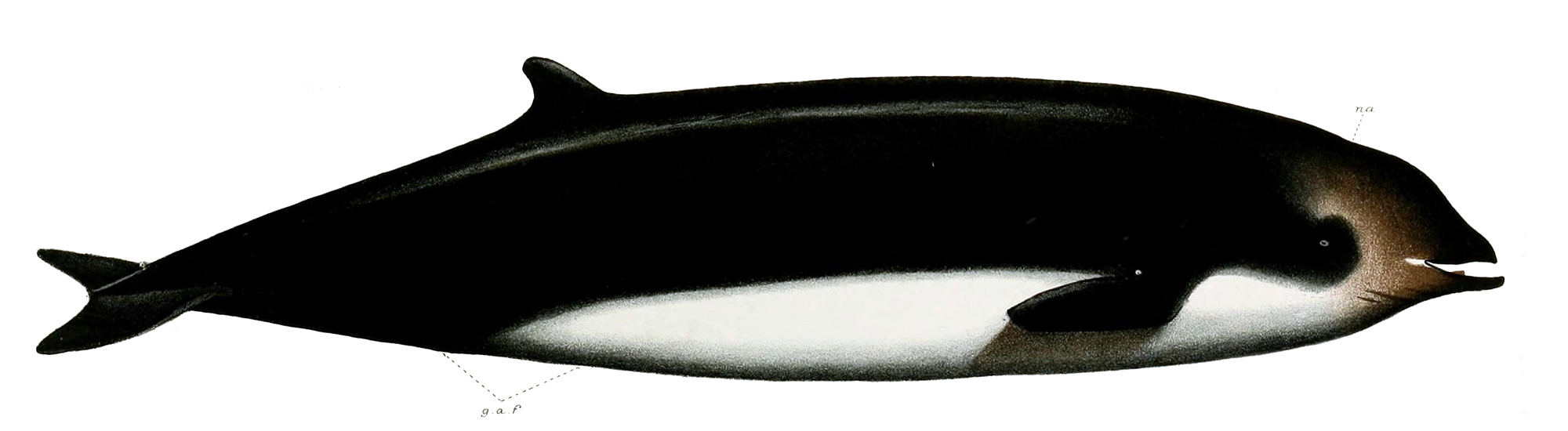
Ilustrace vorvaňovce zobatého (Parker & Coward, 1890)

Druh má dlouhé, podsadité tělo doutníkového tvaru a oproti jiným druhům vorvaňovců je ještě o něco robustnější. Hřbetní ploutev je poměrně malá (30–40 cm vysoká), srpovitě zahnutá dozadu a nachází se v zadní části těla někde kolem 2/3 tělesné délky. Hrudní ploutve jsou poměrně malé a při stáhnutí k tělu zapadají do mělkých kapsovitých prohlubní. Tyto kapsy patrně slouží k těsnému zatáhnutí ploutví během plavání, čímž se snižuje odpor vody a tím i efektivita plavání. Podobné kapsy jsou známy i u jiných vorvaňovců. Hlava je robustní, tupě zakončená s poněkud nevýrazným rypcem, tzv. zobákem (odsud české druhové jméno). Meloun bývá o trochu větší u samců. Na vrcholu hlavy se nachází mělká prohlubeň. Na krku na každé straně jsou umístěny protáhlé rýhy ve tvaru písmene V. Ocasní ploutev je mírně vykrojená se zašpičatělými konečky. Hřbetní a ocasní ploutve mohou být pokryty svijonožci.

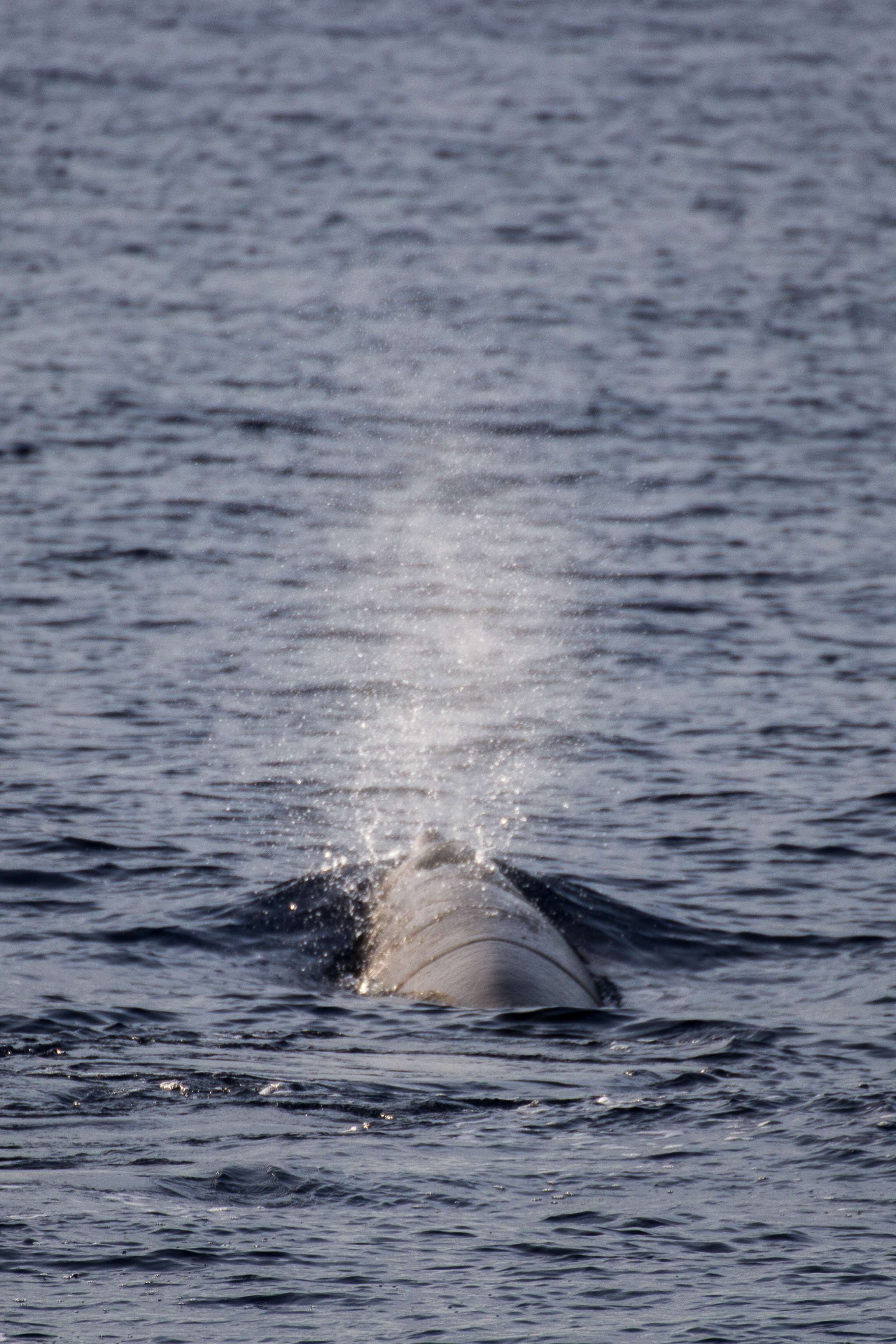
Výdechová fontána druhu je rozptýlená

Na konci spodní čelisti se nachází pár dopředu směřujících kónických zubů. Tyto zuby jsou prořezány většinou jen u dospělých samců a pouze u těch největších, dominantních starších samců zuby vyčnívají z tlamy, takže tvoří menší kly. Tyto zuby někdy bývají pokryty svijonožci. Zuby samců jsou patrně používány v zápasech o samice, o čemž vypovídají jizvy na hlavách a hřbetech samců. Linka tlamy při zavření směřuje nejdříve nahoru a poté na koncích krátce dolů, takže připomíná písmeno S. Výdechová fontána je nízká, rozptýlená a většinou namířená dopředu. Voda tudy bývá při pobytu na hladině vystřikována každých 20–30 vteřin. Fontána je poměrně nenápadná a pozorovateli na moři může snadno uniknout.
Samci i samice měří v průměru kolem 6,1 m. Existují sice záznamy o jedincích přesahujících 7 metrů, nicméně všechna tato měření jsou založena na odhadech nebo se patrně jednalo o špatně identifikované druhy. Největší věrohodně zaznamenaný (tzn. fyzicky změřený) jedinec měl 6,93 metru. Váha se pohybuje kolem 2,5, maximálně 3 tun.

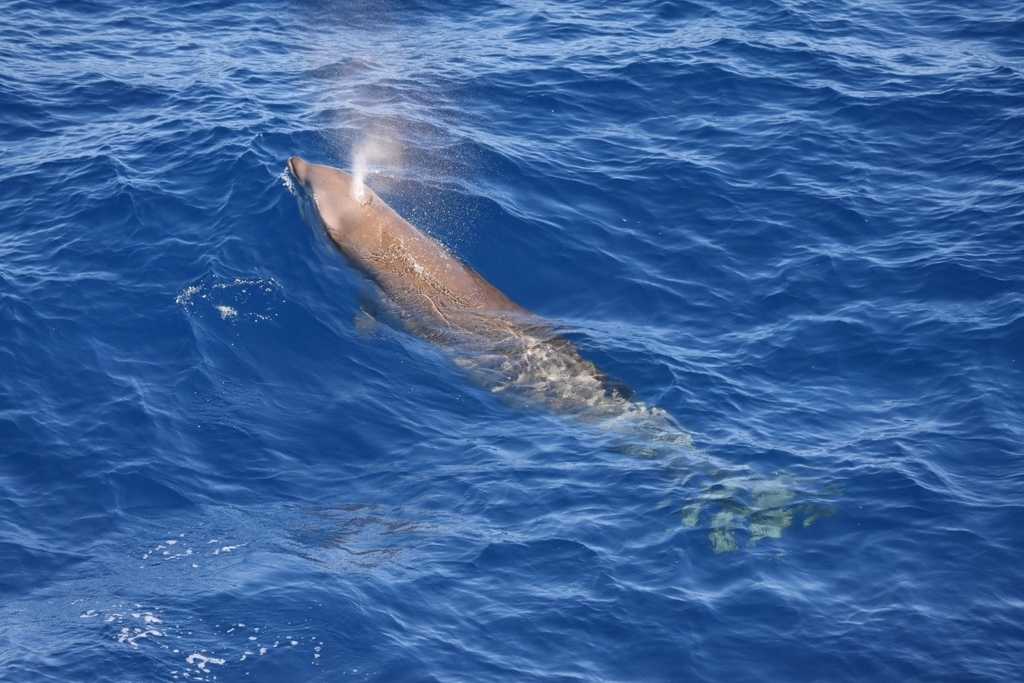
Vorvaňovec zobatý u hladiny moře

Většina těla samce je břidlicově šedá. Hlava je bílá, a světlá barva pokračuje od zadní části hlavy i o něco dále na hřbet. Zbarvení samic může kromě břidlicové barvy zahrnovat i jiné odstíny šedé až po načervenale hnědou. Toto barevné rozlišení však neplatí u celé populace a dá se částečně aplikovat jen na dospělé jedince, takže jej nelze spolehlivě použít pro rozeznání pohlaví v terénu. Oči jsou tmavé. Před i za okem se nachází drážka ve tvaru půlměsíce. Mláďata se rodí tmavě černá či modročerná se světlejší spodinou. Vedle zmíněných podlouhlých jizev způsobených jedinci téhož druhu se po tělech vorvaňovců zobatých nachází světlé kulaté jizvy, které se přičítají na vrub mihulím a žraločkům brazilským.
Stejně jako u ostatních kytovců, i u vorvaňovců zobatých je pro ochranářské a výzkumné účely kriticky důležitá identifikace pohlaví v terénu. Toho lze docílit zahlédnutím genitálií, přítomností viditelných velkých zubů (samci) nebo bezprostřední blízkostí mláděte (u samic). Vzhledem k plaché povaze druhu jsou však tyto rysy na moři jen těžko pozorovatelné. Občas se tak pro potřeby identifikace pohlaví využívá intenzita zjizvení na hlavě a na hřbetu, jelikož se předpokládá, že vysoká míra zjizvení indikuje samce, kteří mají jizvy z bojů o samice. Zkušení pozorovatelé mohou použít k rozlišení pohlaví i vzory pigmentace kůže, nicméně toto určení je poměrně komplikované.

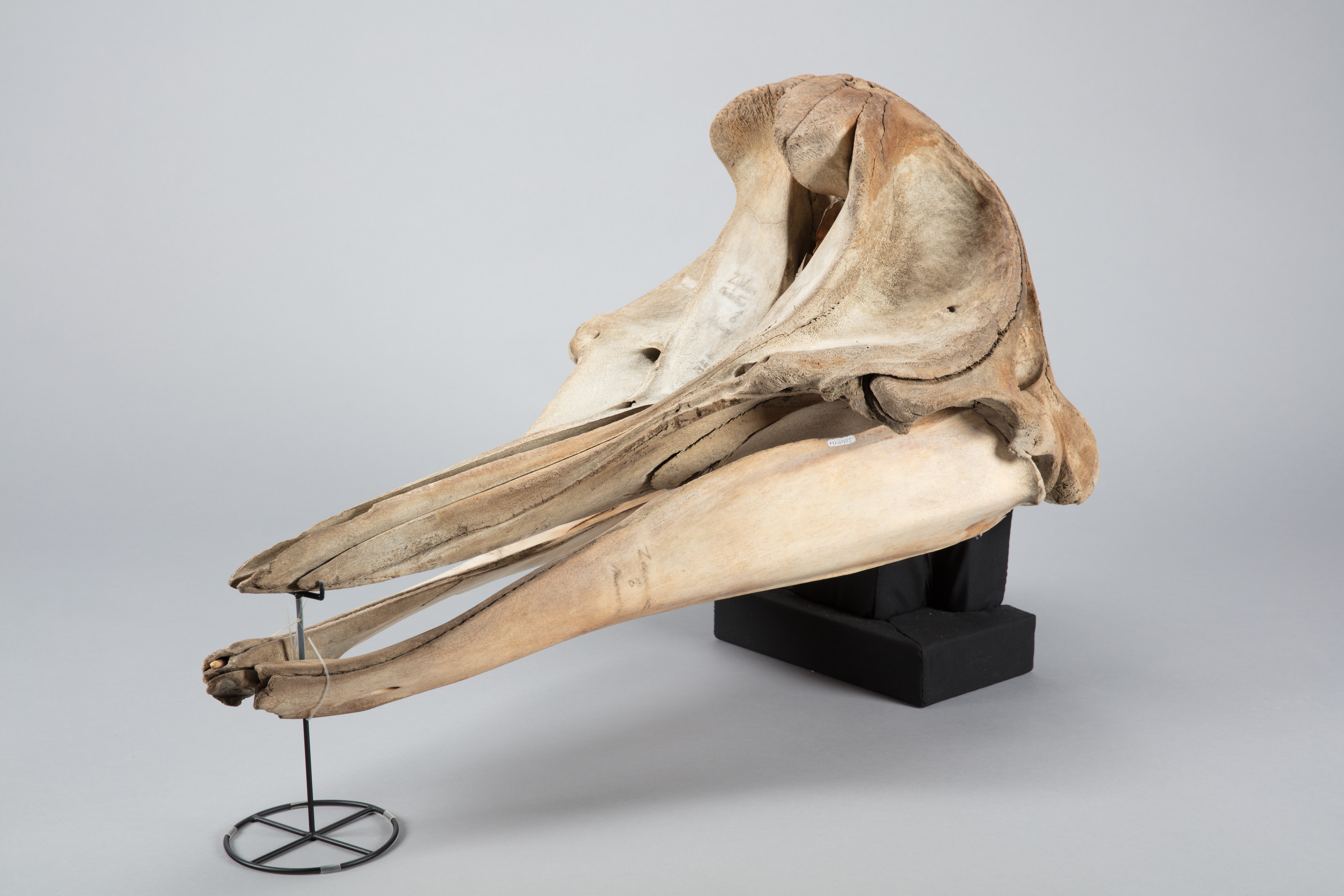
Lebka vorvaňovce zobatého

Jak už bylo řečeno, už Cuvier si všiml, že kost rypce je extrémně tvrdá. To však platí pouze pro dospělé samce, u samic a nedospělých vorvaňovců takto tvrdá není. To vedlo k hypotéze, že tvrdá kost u samců má funkci při bojích o samice. Podle jiné hypotézy tato kost pomáhá s přijímáním či vydáváním zvuku.

## Biologie

### Chování
Vorvaňovci zobatí se vyskytují v malých skupinkách kolem 2–7 jedinců, občas se pohybují i o samotě. Vzhledem k tomu, že vyhledávají hlavně hluboké vody, lze je zahlédnout pouze z lodi na otevřeném moři. Jsou dost plaší, takže je těžké je sledovat zblízka. Čas tráví nadechováním při hladině, nebo hledáním potravy hluboko pod vodou. Občas vyskakují nad hladinu podobně jako delfíni. Při plavání u hladiny většinou vystrkují jen svou hlavu a hřbet, jak vlnitými pohyby plavou vpřed. Před hlubokým ponorem se často zavlní více, než je obvyklé, vystrčí nad hladinu větší část hřbetu než obyčejně a ukáží i svou ocasní ploutev, načež zmizí na dlouhou dobu pod hladinou.

### Potrava

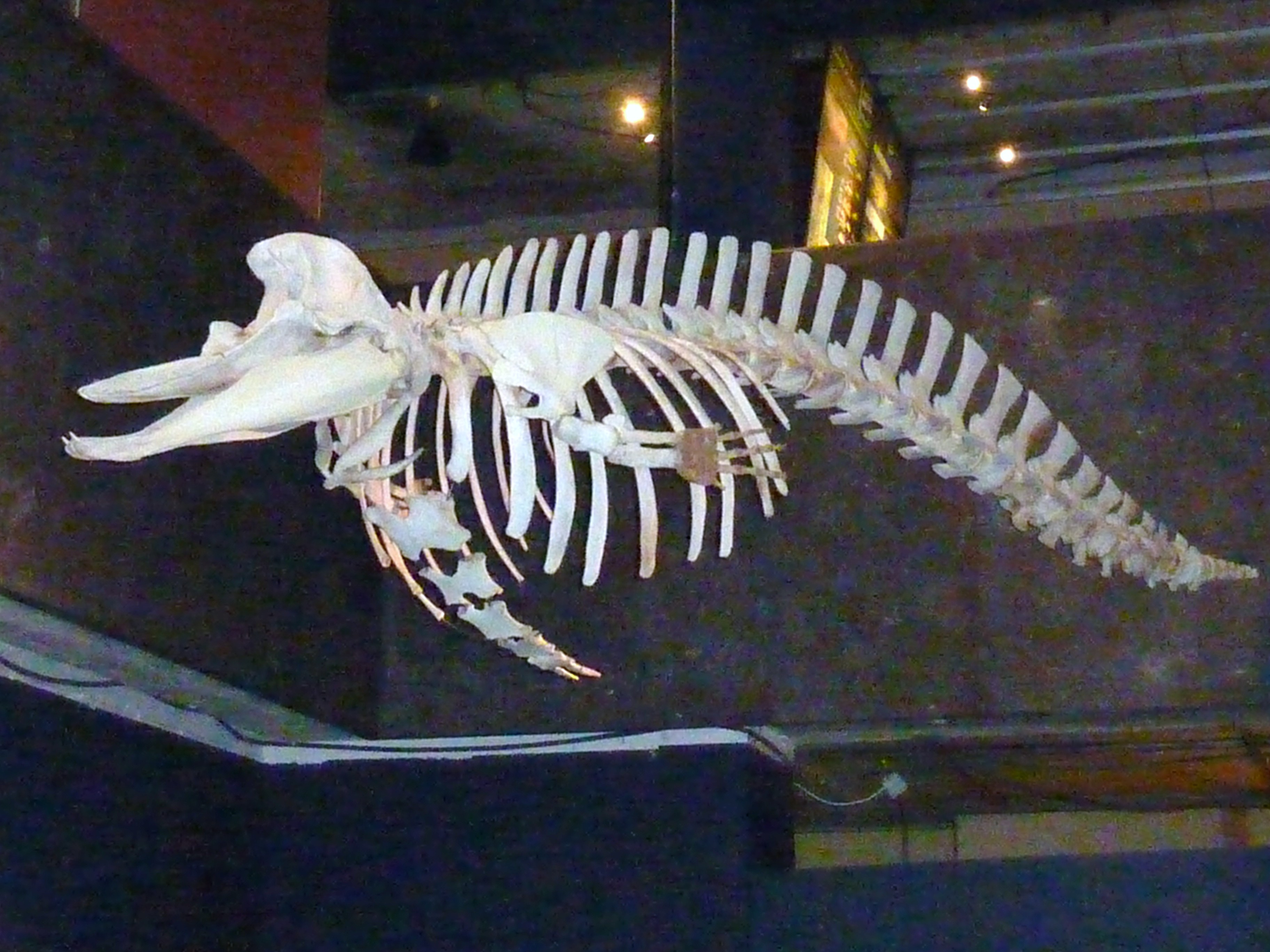
Kostra vorvaňovce zobatého

Podobně jako ostatní vorvaňovci, i vorvaňovec zobatý se krmí pomocí sukce. Jakmile nalezne kořist, rozevře tlamu, roztáhne hrdlo a za pomoci jazyka vytvoří podtlak, čímž nasaje kořist do tlamy. Tomuto mechanismu napomáhají drážky po stranách krku. K lokalizaci kořisti dochází pomocí echolokace, čili vyhledávání kořisti na základě vyslaných ultrazvukových signálů. K nasměrování echolokačních ultrazvuků dopomáhá tzv. meloun, polštářovitý tukový orgán umístěný v přední části hlavy. Vorvaňovec vysílá do prostoru klikavé ultrazvukové signály v intervalu kolem 0,4–0,43 zvuků za vteřinu; tyto signály se poté odráží od případné kořisti a jejich opětovným přijímáním je vorvaňovec schopen určit lokaci kořisti. Jakmile vorvaňovec zaregistruje kořist, rychlost klikání se zvyšuje, a těsně před polapením loveného živočicha se promění spíše v bzučení.
Složení potravy druhu je známo z obsahu žaludků vyplavených jedinců nebo vorvaňovců nechtěně zachycených v rybářských sítích. Obecně se dá říci, že hlavní složku potravy druhu tvoří hlubinní hlavonožci, jídelníček je doplňován rybami a občas i korýši. Vorvaňovci nejsou příliš vybíraví a loví velké množství druhů hlubinných živočichů. Z hlavonožců se jedná hlavně o zástupce čeledí Cranchiidae, Gonatidae, Histioteuthidae, Octopoteuthidae, Ommastrephidae, Onychoteuthidae, Pholidoteuthidae a Mastigoteuthidae.

### Potápění

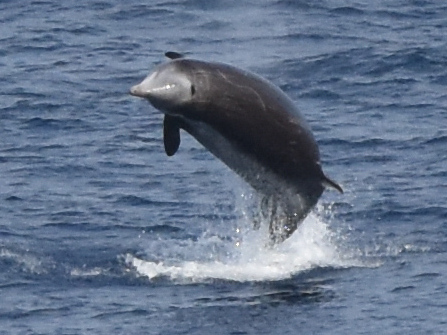
Vorvaňovac zobatý při výskoku nad vodu

Chování vorvaňovců zobatých při potápění je poměrně dobře známo ze studií využívajících satelitní sledovací zařízení upevněné na jejich hřbetech. Typické potápění probíhá tak, že se vorvaňovec nejdříve potopí do značné hloubky (přes 800 m), načež následuje větší množství mělčích ponorů. Doba trávená při hladině, během které vorvaňovci doplňují zásoby kyslíku, je velmi krátká, typicky trvá jen 2–8 minut, avšak v nepravidelných intervalech stráví při hladině mnohem delší dobu (30–310 minut). Při mělkých ponorech do 200 m jsou vorvaňovci většinou tiší, a to patrně z důvodů vyhnutí se svým hlavním predátorům – kosatkám. Kosatky totiž loví hlavně v prvních 200 m pod hladinou moře. Ponory bývají časově vysoce koordinované a probíhají v menších sociálních skupinách, což snižuje riziko predace. Malé skupinky nejdříve rychle a tiše sestoupí do velkých hloubek, kde začnou používat echolokaci, rozdělí se a začnou se samostatným sháněním potravy. Po skončení lovu se začnou potichu vynořovat. Zatímco k ponorům dochází v přímém vertikálním směru, k vynořování dochází pod poměrně nízkým úhlem, díky kterému vynořující vorvaňovci urazí poměrně značnou horizontální vzdálenost. Důvodem tohoto chování je snížení rizika predace kosatkami. V případě, že by kosatky odposlouchávaly echolokaci vorvaňovců pod sebou a čekaly by, až se vorvaňovci začnou vynořovat, v případě přímého horizontálního vynoření by kosatky mohly dobře odhadnout pozici vorvaňovců. Vorvaňovci však během vynořování urazí i stovky metrů v horizontálním směru, čímž mnohonásobně zvětšují plochu, kterou případné čekající kosatky musí monitorovat, a významně tak snižují predační riziko. Spolu se započítáním uražené vzdálenosti během shánění potravy se mohou vorvaňovci vynořit i 1 km od místa potopení.
Vorvaňovec zobatý je držitelem hned dvou rekordů v potápění mezi všemi savci, a sice nejhlubšího i nejdelšího ponoru. V roce 2020 byl zaznamenán ponor trvající 3 hodiny a 42 minut, což je vůbec nejdelší ponor, jaký byl kdy u savce zaznamenán. Tak dlouhý ponor nicméně není u vorvaňovců typický a daný rekordman patrně dosáhl svých naprostých limitů. Vorvaňovec zobatý drží rekord i v hloubce ponoru, a to s ověřenou hodnotou 2992 metrů. Tato hloubka byla změřena u jedince od kalifornského pobřeží.

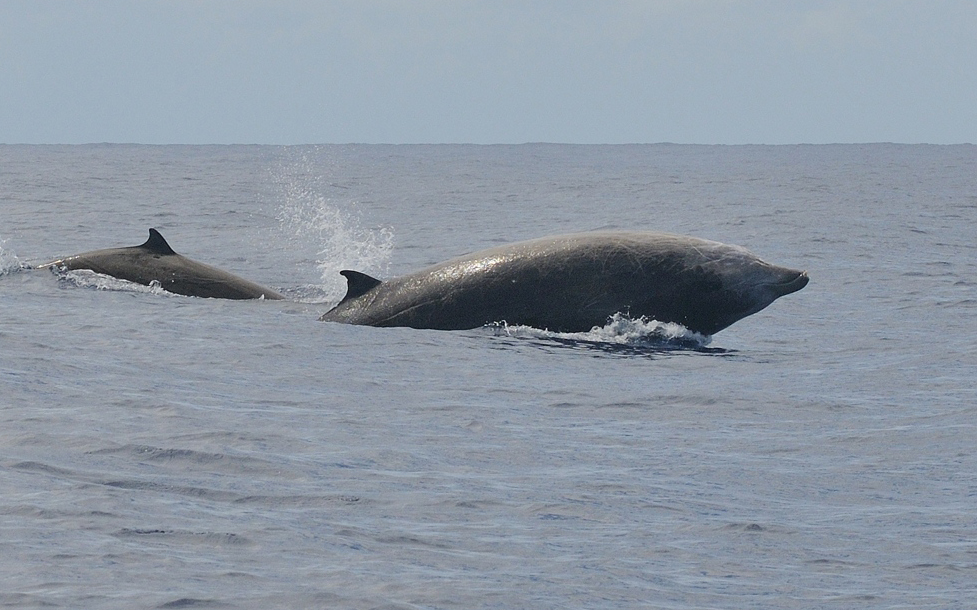
Pár vorvaňovců zobatých u Dominiky

Potápěčské schopnosti druhu dalece předčí předpokládanou výdrž pod vodou vypočtenou čistě na základě aerobní kapacity vorvaňovců. Vorvaňovcům zobatým pomáhají v jejich extrémních potápěčských dovednostech četné fyziologické a behaviorální mechanismy, které jim umožňují zůstat pod vodou výjimečně dlouho a hluboko. K těm fyziologickým patří extrémně nízký metabolický výdej, schopnost ukládat velké množství kyslíku, vysoká pufrační kapacita (mechanismus, který zabraňuje nahromadění kyseliny mléčné v těle; tato kyselina by jinak mohla způsobit nárůst pH krve, což by jinak způsobilo smrt), velmi pomalý srdeční tep, periferní vasokonstrikce vedoucí ke snížení prokrvení kůže a ploutví, odložené trávení a zredukování funkce jater a ledvin. Dochází také ke kolapsu hrudního koše, který umožňuje takřka úplné vyprázdnění plic, ze kterých vorvaňovci před ponorem vypouští až 90 % vzduchu (to mj. pomáhá i ke snížení vztlaku a tedy snazšímu proniknutí do velkých hloubek). K behaviorálním adaptacím na extrémní ponory patří uzpůsobení pohybu pod vodou tak, aby docházelo k co nejmenšímu metabolickému výdeji. Konkrétně se jedná např. o energeticky efektivní kombinaci máchání ploutvemi a volného „pádu“ při ponořování. Při jedné ze studií potápěcího chování bylo zjištěno, že vorvaňovci zobatí při ponořování nejdříve neustále máchají ploutvemi až do hloubek kolem 100–200 m, načež nechají své tělo volně padat do hlubin za občasného máchnutí ploutví. Při vynořování používají kombinaci máchání a volného vznášení skrze vodní sloupec, od hloubky kolem 30 m po hladinu již nemáchají ploutvemi vůbec. Hlavně při vynořování přitom používají občasné rychlé a energické máchání, které je patrně efektivnější než pomalé a méně silné pohyby ploutví.

### Rozmnožování
Životní cyklus druhu je jen málo znám. K vrhům mláďat dochází patrně v průběhu celého roku, i když častější je patrně na jaře, kdy jsou moře teplejší a v oceánech je dostatek potravy. Samice vrhá vždy jen jedno mládě, a to zhruba každé 2–3 roky. Mláďata se rodí ocasem napřed, aby se jejich dýchací otvory posazené na přední straně hřbetu dostaly do styku s vodou až jako poslední. Průměrná délka narozeného mláděte je kolem 2,7 metru, váha se pohybuje kolem 250–300 kg. V průměru samice dosahují pohlavní dospělosti po dosažení délky 5,8 metru, u samců to je 5,5 metru. To odpovídá věku kolem 7–11 let. Detaily o věku dožití chybí, patrně se mohou dožít až kolem 60 let.

## Vztah k lidem

### Lov a znečištění moří

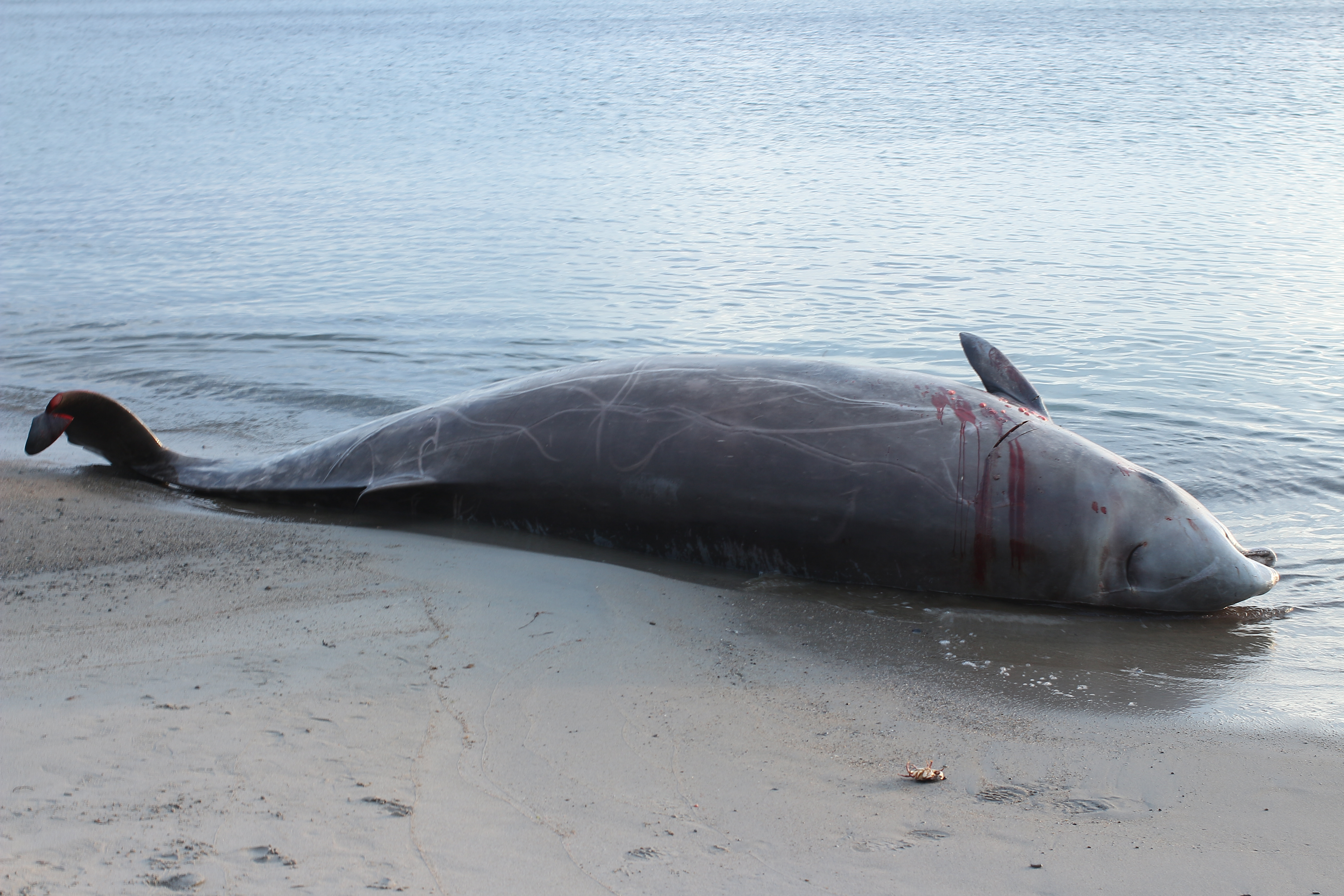
Vyplavený exemplář na pláži v Newfoundlandu

K lovu vorvaňovců zobatých v minulosti docházelo pouze příležitostně a v malých počtech. K občasnému ulovení těchto kytovců došlo v minulosti přinejmenším u karibských ostrovů, Indonésie, Tchaj-wanu, Peru a Chile. U japonských břehů bylo mezi lety 1965–1970 zdokumentováno 189 nechtěně ulovených jedinců (jednalo se o vedlejší, nechtěné úlovky při lovu vorvaňovců velkých (Berardius bairdii). Vorvaňovci zobatí bývali v minulosti občasnými nechtěnými úlovky komerčních rybářů, nicméně se zdokonalováním rybářských technik se počet vorvaňovců zobatých zapletených do sítí snížil na minimum.
Jedno z novodobých ohrožení druhu představuje znečištění moří plasty. Např. na Filipínách moře vyplavilo vorvaňovce zobatého se 40 kg plastu v žaludku, v Řecku s 15 kg a v Norsku bylo nalezeno v žaludku uhynulého jedince 30 plastových tašek, které zcela zablokovaly trávicí soustavu. Vedle požírání plastu se vorvaňovci mohou zaplést do lan a dalšího rybářského vysloužilého náčiní, které může těmto kytovcům způsobit poranění nebo smrt.

### Interakce se sonary

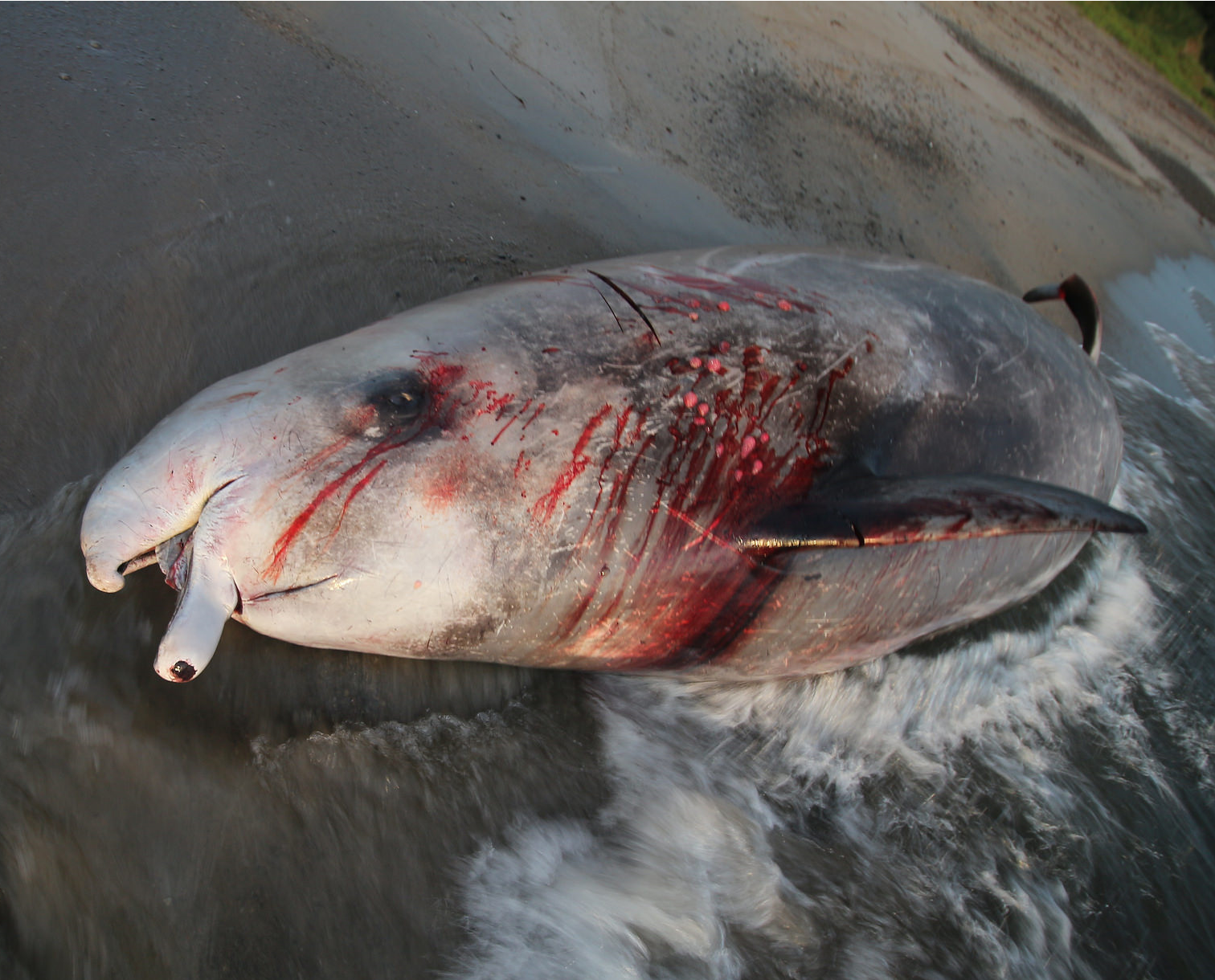
Vyplavený vorvaňovec zobatý na pláži na Newfoundlandu

Hlavní moderní hrozbu druhu představují lodní sonary, především vysoce výkonné sonary námořnictva a sonary používané pro seismologické účely. Toto zvukové znečištění opakovaně vedlo k masivnímu uvíznutí vorvaňovců zobatých na souši. Vorvaňovci zobatí jsou spolu s vorvaňovci tropickými (Mesoplodon densirostris) dokonce nejčastějšími vorvaňovci, u kterých dochází k hromadným uvíznutím na souši v souvislosti se sonary. Podle dostupných dat sonar neovlivňuje všechny kytovce stejně. Určitou roli v míře vlivu sonaru na kytovce bude patrně hrát i individuální odezva jedince. Podle výsledků pitev vorvaňovci  zobatí umírají po použití sonaru na následky dekompresní nemoci, konkrétně ucpání cév a poškození vnitřních orgánů bublinkami dusíku. Dusík je přirozeně obsažen ve vdechovaném vzduchu, a při ponoru se pod tlakem dostává do krve a dále do těla, kde se pomalu rozpouští, avšak při prudkém vynoření se začne dusík přeměňovat v dusíkové bublinky, které začnou ucpávat cévní řečiště a poškozovat tkáně. To vede k dezorientaci, ztrátě vědomí i smrti. Sonar ve vorvaňovcích buďto způsobuje změnu chování, kdy se vorvaňovci ve snaze uniknout sonaru snaží co nejrychleji vynořit, což následně vede k poklesu tlaku a vzniku dekompresní nemoci, nebo dochází ke vzniku dusíkatých bublinek při průchodu sonarových vln skrze těla vorvaňovců.
Souvislost mezi vojenskými sonary a hromadnými uvíznutími na souši byla poprvé zaznamenána v 80. letech 19. století u Kanárských ostrovů, nicméně k prvním hromadným uvíznutím vorvaňovců zobatých došlo již v 60. letech bezprostředně poté, co se začaly používat námořní aktivní sonary středních frekvencí (MFA, 1kHz–10kHz), jejichž úkolem je lokalizace ponorek. Byly zaznamenáno desítky až stovky hromadných uvíznutí kytovců, z nichž většina zahrnovala vorvaňovce zobaté. Ve snaze ochránit kytovce před uvíznutím na souši se z nařízení španělské vlády z roku 2004 zakazuje používání sonarů středních frekvencí kolem Kanárských ostrovů. Od té doby tam nebylo zaznamenáno jediné hromadné uvíznutí. V řadě dalších oblastí však takový zákaz neplatí a pravidelně dochází k uvíznutí vorvaňovců spolu s dalšími ovlivněnými kytovci na mělčině.